# 14511 Nickel
14511 Nickel (1996 EU3) là một tiểu hành tinh vành đai chính được phát hiện ngày 11 tháng 3 năm 1996 bởi Spacewatch ở Kitt Peak.